# Gómez Pérez Dasmariñas
Gómez Pérez Dasmariñas (1er janvier 1519 – 25 octobre 1593) fut gouverneur général des Philippines  du 1er juin 1590 jusqu'à sa mort le 25 octobre 1593.

## Biographie
Né à Viveiro, il fut corrégidor en Espagne en 1589. La même année, il fut nommé gouverneur général des Philippines par la couronne. Il arriva sur l'archipel le 1er juin 1590, avec la mission de rétablir l'ordre après une tentative de révolte sous son prédécesseur Santiago de Vera. Il supprima l'Audiencia qui avait ourdi un complot, renforça les capacités militaires grâce à des moyens supplémentaires accordés par la couronne, et fortifia Manille en construisant une muraille en pierre. Il dut cependant faire face à l'hostilité d'une partie du clergé, à la corruption et au mauvais état des finances de la colonie, mais gagna aussi l'estime d'autres colons.
Il conclut un accord avec Estevan Rodriguez de Figueroa  en 1591, lui donnant toute latitude pour conquérir Mindanao. Il reçut aussi des émissaires du Japon,. En 1593, il organisa une puissante expédition militaire pour prendre Ternate, un port important pour le commerce d'épices. Toutefois, il fut tué lors d'une mutinerie des marins chinois sur son vaisseau.
À Manille, les Espagnols élurent temporairement Pedro de Rojas gouverneur général. Cependant, Gómez Pérez Dasmariñas avait laissé des ordres pour que son fils Luís Pérez Dasmariñas, qui faisait partie de l'expédition de Ternate, lui succède. Ainsi, à son retour à Manille en décembre 1593, Luís Pérez prit la succession de Pedro de Rojas.

## Distinction
- Chevalier de l'Ordre de Santiago